# USA-Russland-Gipfel 2025

Wladimir Putin (links) und Donald Trump (rechts) während des Gipfels

Der USA-Russland-Gipfel 2025 war ein hochrangiges bilaterales Treffen zwischen dem Präsidenten der Vereinigten Staaten, Donald Trump, und dem Präsidenten der Russischen Föderation, Wladimir Putin. Es fand am 15. August 2025 auf der US-Militärbasis Elmendorf-Richardson in Anchorage (Alaska) statt und war das erste persönliche Zusammentreffen beider Staatsoberhäupter seit 2019. Thematischer Schwerpunkt waren Fragen der europäischen Sicherheitsarchitektur im Kontext des seit 2022 andauernden russischen Angriffskrieges gegen die Ukraine.

## Hintergrund
Die bilateralen Beziehungen zwischen den Vereinigten Staaten und Russland waren seit Beginn der russischen Invasion in der Ukraine erheblich belastet. Mehrere Vermittlungsinitiativen von Drittstaaten und internationalen Organisationen hatten keine substantiellen Fortschritte erzielt. Gegen Putin liegt seit 2023 ein Haftbefehl des Internationalen Strafgerichtshofs (IStGH) wegen mutmaßlicher Kriegsverbrechen vor. Da weder die Vereinigten Staaten noch Russland Vertragsstaaten des Rom-Statuts sind, entfaltet der Haftbefehl keine unmittelbare rechtliche Wirkung gegenüber diesen Ländern.
Es handelte sich um das erste persönliche Zusammentreffen beider Staatschefs seit sechs Jahren; zuletzt waren sie sich im Juni 2019 am Rande des G20-Gipfels in Japan begegnet. Der Austragungsort des Treffens, der Bundesstaat Alaska, gehörte als Russisch-Amerika zu Russland bis die Vereinigten Staaten das Gebiet 1867 vom Russischen Kaiserreich erworben haben.
Es war das erste Mal seit 2015, dass der russische Staatspräsident in den USA war. 2015 hatte er an der 70. Generalversammlung der Vereinten Nationen in New York City teilgenommen. Es war zudem das erste von den USA ausgerichtete Treffen zwischen den Präsidenten der beiden Länder seit 2007, als US-Präsident George W. Bush Putin in den Bundesstaat Maine eingeladen hatte.

## Verlauf

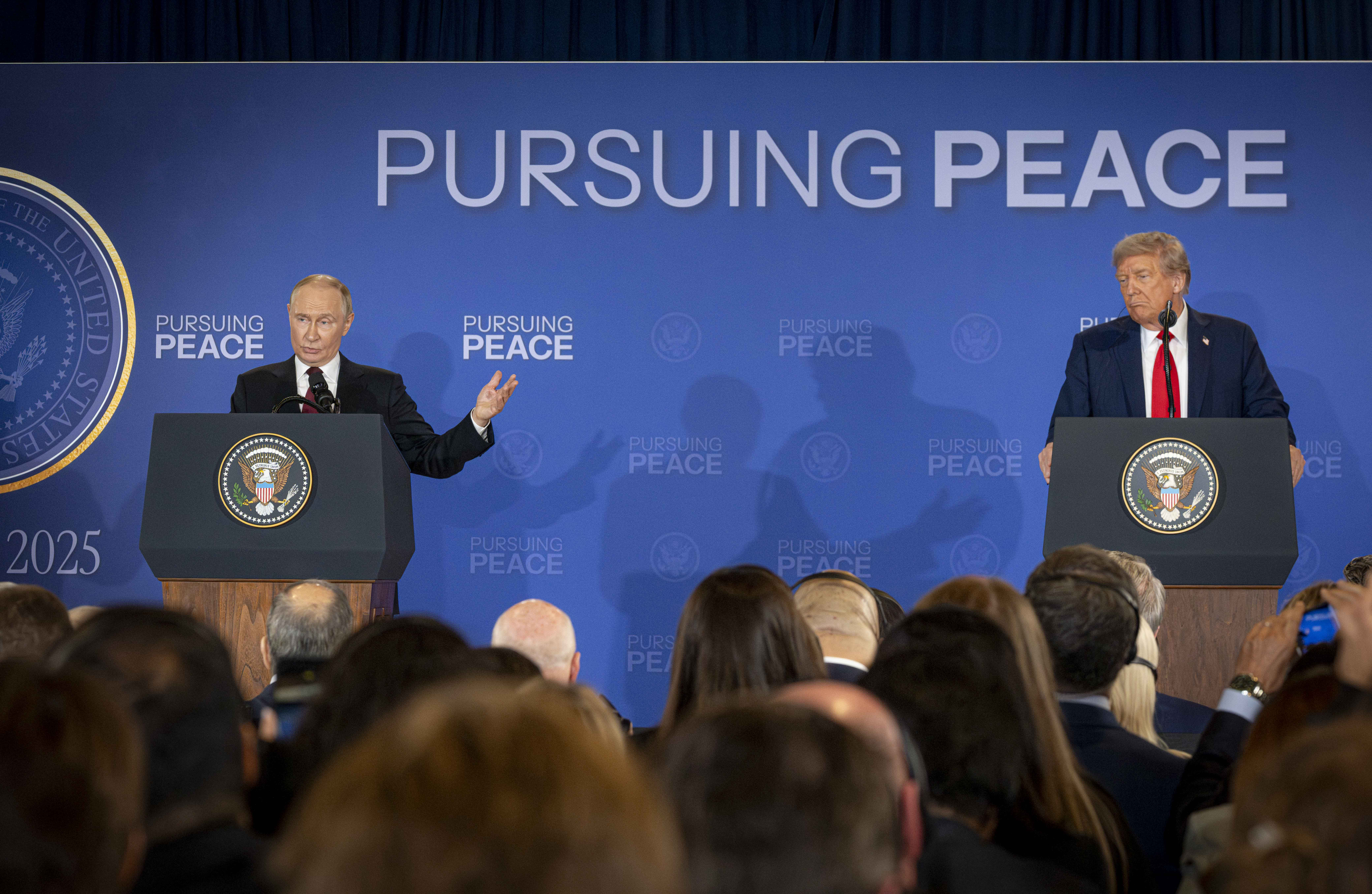
Putin und Trump während der Pressekonferenz beim Gipfel 2025.

Das Treffen war als hochrangige Konsultation auf Einladung der Vereinigten Staaten organisiert worden. Es umfasste eine rund dreistündige Gesprächsrunde in erweiterter Zusammensetzung. Die US-Delegation bestand neben Präsident Donald Trump aus Außenminister Marco Rubio und dem Sondergesandten Steve Witkoff; Russland wurde neben Präsident Wladimir Putin durch Außenminister Sergei Lawrow und den außenpolitischen Berater Juri Uschakow vertreten.
Anstelle konkreter Ergebnisse standen symbolische Gesten im Vordergrund. Der US-Präsident empfing seinen russischen Amtskollegen mit einem roten Teppich und applaudierte ihm, als dieser vom Flugzeug aus auf ihn zulief. Nach dem Handschlag gab es eine gemeinsame Fahrt in der Präsidentenlimousine. Das anschließende Presse-Statement nach der Gesprächsrunde fand vor dem Slogan «Pursuing Peace» statt. Während der Äußerungen überließ Trump Putin den Vortritt, der mehr als doppelt so lange sprach. Fragen seitens der Presse waren nicht vorgesehen.
Ursprünglich war ein Vieraugengespräch vorgesehen, das jedoch zugunsten einer erweiterten Delegationsrunde aufgegeben wurde. Die ukrainische Regierung war nicht vertreten. Der ukrainische Präsident Wolodymyr Selenskyj betonte, dass die Beendigung des Krieges von Russland abhänge und die Ukraine auf die Unterstützung der USA zähle. Zudem warf er Russland vor, am Tag des Gipfeltreffens weiterhin Gewalt auszuüben.
Im Anschluss an das Treffen mit Trump besuchte Putin den auf dem Gelände der Militärbasis gelegenen Nationalfriedhof Fort Richardson. Dort ruhen unter anderem sowjetische Piloten, die im Zweiten Weltkrieg beim Überführen US-amerikanischer Flugzeuge in die damals mit den USA verbündete Sowjetunion ums Leben kamen. Diese Flüge erfolgten im Rahmen des Lend-Lease Act von 1941. Schon während seiner Anreise zum Gipfel hatte er eine Erinnerungsstätte an diese amerikanisch-sowjetische Kooperation in Magadan besucht. Dabei tauschte er auch Worte mit dem Erzbischof der Diözese von Alaska der Orthodoxen Kirche in Amerika aus.

## Russisches Angebot
Bei dem Gipfeltreffen erörterten Präsident Putin und US-Präsident Trump mögliche Friedenslösungen im Ukraine-Konflikt. Laut Reuters schlug Russland  vor, kleinere von ihm besetzte Gebiete in den nördlichen Oblasten Sumy und Charkiw zurückzugeben, während die Ukraine im Gegenzug Teile des östlichen Donbass, insbesondere der Oblast Donezk, räumen sollte. Kiew lehnte einen Rückzug aus diesen strategisch relevanten Regionen ab. Zudem sah der Vorschlag eine Stabilisierung der Frontlinien in den südlichen Oblasten Cherson und Saporischschja vor.
Die vorgeschlagenen Bedingungen umfassten die Verhinderung eines NATO-Beitritts der Ukraine, die formelle Anerkennung der russischen Kontrolle über die Krim sowie die Aufhebung einzelner Sanktionen gegen Russland. Darüber hinaus forderte Moskau einen offiziellen Status der russischen Sprache in Teilen des Landes oder landesweit sowie die freie Betätigung der Russisch-Orthodoxen Kirche in der Ukraine.
Es blieb unklar, ob Putins Vorschläge als Verhandlungsgrundlage oder als endgültiges Angebot gedacht waren. US-Präsident Trump berichtete zwar von einer weitgehenden Übereinstimmung, betonte jedoch, dass eine Umsetzung von der Zustimmung der Ukraine abhänge.

## Reaktionen
Der deutsche Politikwissenschaftler Stefan Meister bewertete das Gipfeltreffen als Rückschlag für die US-Diplomatie. Putin habe die Agenda bestimmt und seine Sicht auf den Ukraine-Krieg unwidersprochen darstellen können, während die russische Seite keine Kompromissbereitschaft gezeigt habe. Laut der Politikwissenschaftlerin Sarah Pagung ist die Ankündigung Trumps nach dem Treffen, zugunsten eines Friedensschlusses nicht mehr auf einer vorherigen Waffenruhe zu bestehen, eine Übernahme des russischen Narrativs. Es sei auch keine Rede mehr von noch im Vorfeld angedrohten Zöllen und Sanktionen. Der USA-Experte Thomas Jäger bewertete das Treffen als „milde Katastrophe“; Putin habe Trump in der Hand. Die Politologin Stefanie Babst warf Putin und Trump Komplizenschaft vor; es handle sich um „zwei Kartellbosse, zwei Clan-Chiefs“, die zusammengekommen seien, „um zu sondieren, wo sie in ihren Interessen konvergieren“. Kritik kam auch von den US-Demokraten. Viele Medien befanden, dass mit diesem Treffen, bei dem für die Ukraine nichts Zählbares herausgesprungen sei, lediglich Putin, ein Mann, der als Kriegsverbrecher bezeichnet werde, eine große Bühne bekommen habe, diplomatisch aufgewertet und aus der Isolation zurückgeholt worden sei. Exemplarisch kommentierte der Deutschlandfunk, Trump habe Putin applaudierend empfangen und ihn in der US-Präsidentenlimousine Platz nehmen lassen, wohingegen Putin in seiner Rede zur vermeintlichen russisch-amerikanischen Partnerschaft Trumps Ego geschmeichelt habe, als er erklärte, dass es nicht zur Invasion in die Ukraine gekommen wäre, wenn Trump 2022 Präsident gewesen wäre, und damit Trumps unablässige Behauptung wiederholt habe. Die Bilder des Gipfels müssten „jede anständige Person verbittern“.